# Sahlene
Anna Cecilia Sahlin (født 1. oktober 1976 i Kristinehamn) er en svensk sanger. Hun repræsenterede Estland ved Eurovision Song Contest 2002.